# دین سومری

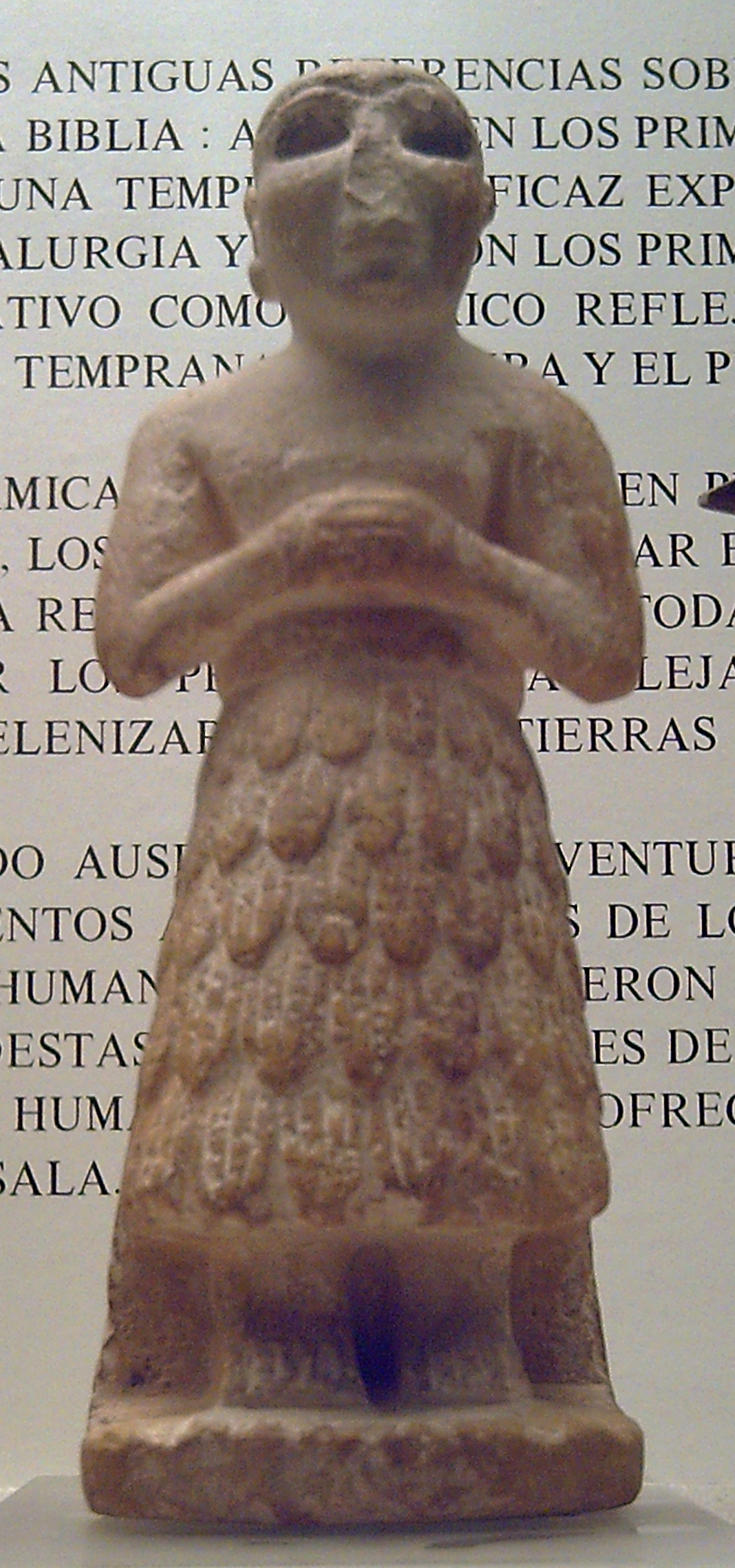
تندیس یک سومری در حال نیایش، گودئا، سال ۲۵۰۰ پیش از میلاد

دین سومری، دینی است که از آن مردمان سومر بود، مردمانی که از آن‌ها به عنوان نخستین تمدن باسواد در خاور نزدیک باستان یاد می‌شود. سومری‌ها بر این باور بودند که مقام الوهیت مسئول نظم اجتماع و مسائل طبیعت است.
پیش از آنکه پادشاهی در سومر به راه بیفتد، ادارهٔ جامعه به دست بزرگان مذهبی و مقام‌های مذهبی بود. بعدها که فرمانروایی پادشاهی پدید آمد بخشی از مسئولیت‌ها به دست پادشاه افتاد اما همچنان بزرگان مذهبی نقش بزرگی در جامعه داشتند. در آغاز عبادتگاه‌های سومریان بسیار ساده بود و تنها شامل یک اتاق بود رفته رفته این عبادتگاه‌های ساده تبدیل به سازه‌هایی باعظمت شد و در پایان حکومت سومریان عبادتگاه‌ها تبدیل به بناهایی هرمی شکل و بلند با بست‌هایی در بالای آن‌ها شد که نامش زیگورات بود.

## کیهان‌شناسی
سومری‌ها بر این باور بودند که آسمان مجموعه ای از چندین گنبد است (معمولاً سه گنبد اما گاهی گفته‌اند هفت گنبد) که زمین تخت را می‌پوشاند. هر گنبد از سنگ گرانبهای متفاوتی ساخته شده‌است. پایین‌ترین گنبد آسمان از یشم ساخته شده و جایگاه ستارگان است.

## پس از مرگ
زندگی پس از مرگ سومری‌ها غاری تاریک و خسته‌کننده است که در اعماق زمین جای دارد. برپایهٔ باور سومری‌ها، آن‌ها پس از مرگ «نسخه سایه ای از زندگی بر روی زمین» را تجربه خواهند کرد. این حوزه تیره و تار به عنوان کور (Kur) یا ایرکالا می‌شناختند. ارشکیگال (ایزدبانوی ایرکالا) بر آن حکومت می‌کند. همهٔ روح‌ها یک زندگی پس از مرگ را تجربه می‌کنند و کیفیت این زندگی ربطی به دنیای فعلی شان ندارد.

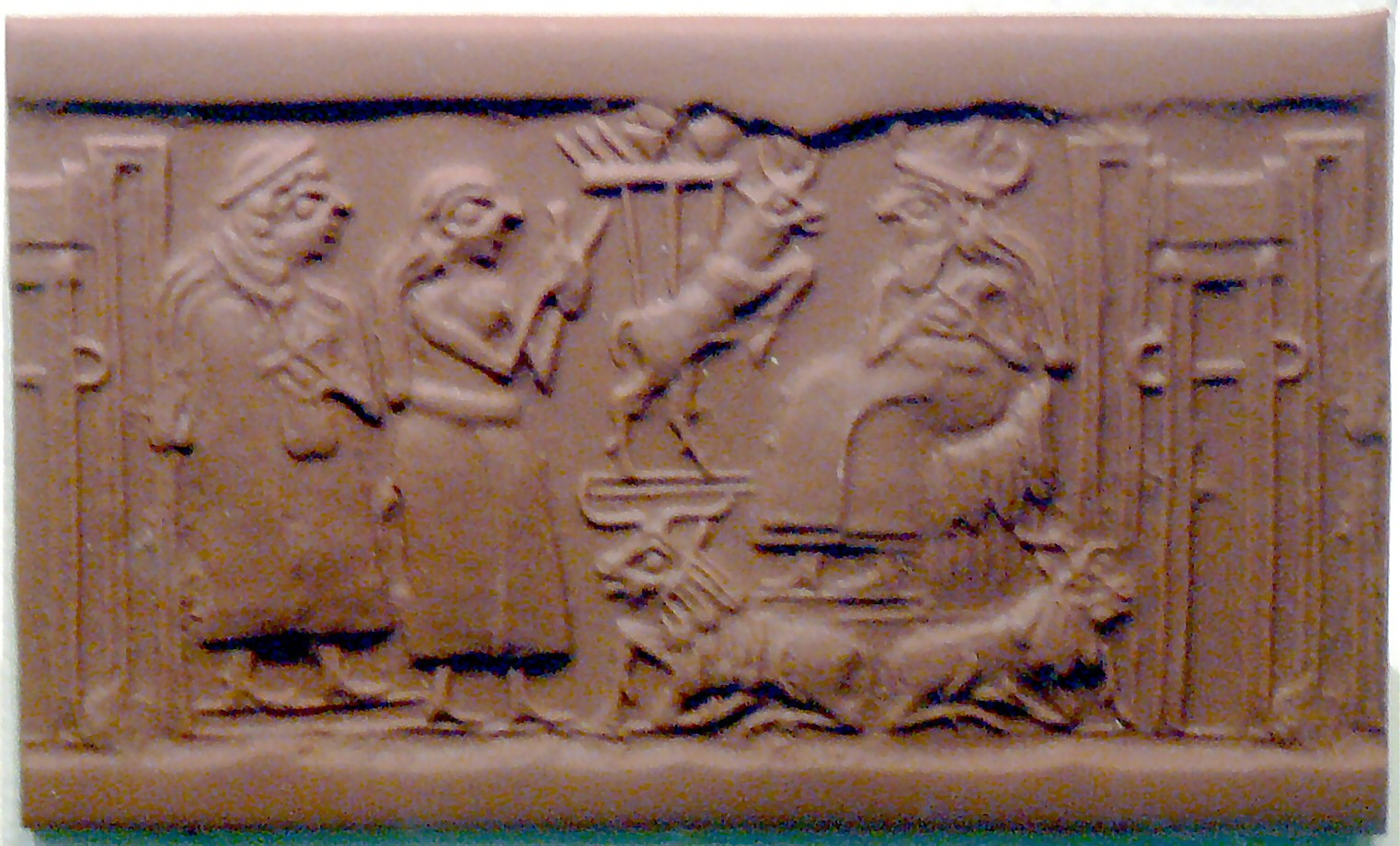
صحنه عبادت (موزه خاور نزدیک باستان (برلین). نقش مهر استوانه ای (۲۵۰۰ قبل از میلاد).)

اعتقاد بر این بود که ارواح در کور چیزی جز گرد و غبار خشک نمی‌خورند و اعضای خانواده متوفی از طریق لوله‌ای سفالی به قبر فرد مرده شیره می‌ریختند و در نتیجه به مرده اجازه نوشیدن می‌دادند. با این وجود. فرضیاتی وجود دارد که بر اساس آن گنجینه‌هایی در قبرهای ثروتمند به عنوان پیشکش برای اوتو و آنوناکی‌ها در نظر گرفته شده بود تا متوفی در عالم اموات مورد لطف ویژه قرار گیرد. در طول سلسله سوم اور، اعتقاد بر این بود که رفتار یک فرد در زندگی پس از مرگ بستگی به نحوه دفن او دارد؛ با کسانی که با تدفینی مجلل دفن می‌شدند، به خوبی رفتار می‌شود، اما با کسانی که دفن‌های بدی داشتند، وضعیت بدی داشتند و اعتقاد بر این بود که زنده‌ها را آزار می‌دهند.
اعتقاد بر این بود که ورودی کور در کوه‌های زاگرس در شرق دور قرار دارد. دارای هفت دروازه بود که روح باید از آن عبور کنند. خدای نتی دروازه‌بان بود. سوکال یا پیام آور ارشکیگال، خدای نامتار بود. دنیای زیرین؛: ۸۵ به نظر می‌رسد هدف اصلی آنها این بوده‌است که فانی‌های نگون‌بخت را به کور برگردانند. چندین شعر یافته شده، گالا را توصیف می‌کنند که خدای دوموزید را به عالم اموات می‌کشاند. بین‌النهرینی‌های بعدی این عالم اموات را با نام سامی شرقی آن می‌شناختند: ایرکالا. در طول دوره اکدی، نقش ارشکیگال به عنوان فرمانروای جهان اموات به نرگال، خدای مرگ، محول شد.